# Laemophloeus femoralis
Laemophloeus femoralis là một loài bọ cánh cứng trong họ Laemophloeidae. Loài này được Sasaji miêu tả khoa học năm 1983.